# Gran Esfinge de Guiza
La Gran Esfinge de Guiza es una escultura monumental que se encuentra en la ribera occidental del río Nilo, en la meseta de Guiza, unos veinte kilómetros al suroeste del centro de El Cairo, en Egipto. Los egiptólogos estiman que fue esculpida c. s. XXVI a. C., formando parte del complejo funerario del rey, durante la dinastía IV de Egipto.
Los lugareños antaño la llamaban Abu el-Hol, «Padre del Terror», corrupción de la expresión copta bel-hit, que se aplica a quien manifiesta su inteligencia en los ojos y que traduce la denominación egipcia hu o ju, que significa «el guardián» o «vigilante».

## Origen
La Gran Esfinge se realizó esculpiendo un montículo de roca caliza situado en la meseta de Guiza. Tiene una altura de unos 20 metros aproximadamente y 73 metros de longitud. La cabeza podría representar al faraón Kefrén, teniendo el cuerpo la forma de un león con el rabo o cola recogido por el lado derecho. En épocas antiguas estaba pintada en vivos colores: rojo el cuerpo y la cara, y el nemes que cubría la cabeza con rayas amarillas y azules.

## Culto
Se construyó un templo frente a la estatua, datado en el Imperio Antiguo, y otro más al norte, junto a la esfinge, durante el Imperio Nuevo, como lugares de ofrendas a la «imagen viviente». Kefrén erigió un templo en la zona meridional, que está comunicado con su pirámide mediante una larga avenida procesional. Gozó de veneración y culto por los egipcios desde la antigüedad, especialmente durante el Imperio Nuevo. 
Fue identificada con el dios extranjero Horum, y con el dios egipcio Horus como Hor-em-Ajet, o Harmajis, «Horus en el horizonte». En lengua árabe la denominaron Abu el-Hol «Padre del Terror». El epíteto dado por los egipcios a las esfinges era shesep-anj, «imagen viviente».

## Degradación y violación
La nummulítica piedra caliza de la zona se compone de capas que ofrecen diferente resistencia a la erosión (sobre todo causada por el viento y la arena arrastrada por el viento), lo que conduce a la degradación desigual que se aprecia en el cuerpo de la Esfinge. La parte más baja del cuerpo, incluidas las patas, es roca sólida. El cuerpo del animal hasta el cuello está formado por capas más blandas que han sufrido una desintegración considerable. La capa en la que se esculpió la cabeza es mucho más dura. 
Se sabe que existen varios pozos "sin salida" dentro y debajo del cuerpo de la Gran Esfinge, muy probablemente excavados por cazadores de tesoros y ladrones de tumbas.

### Nariz perdida

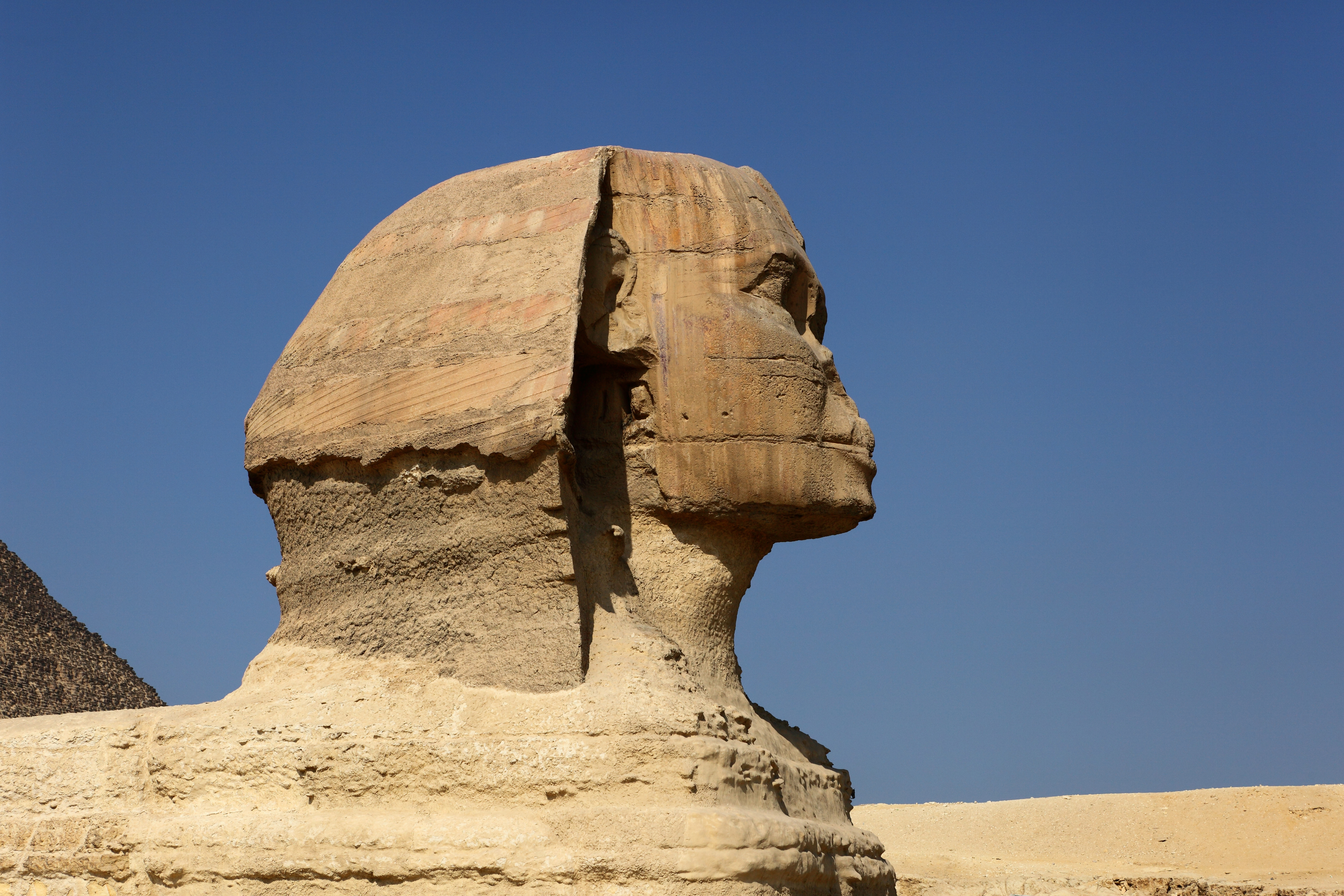
Perfil de la Esfinge en 2010.

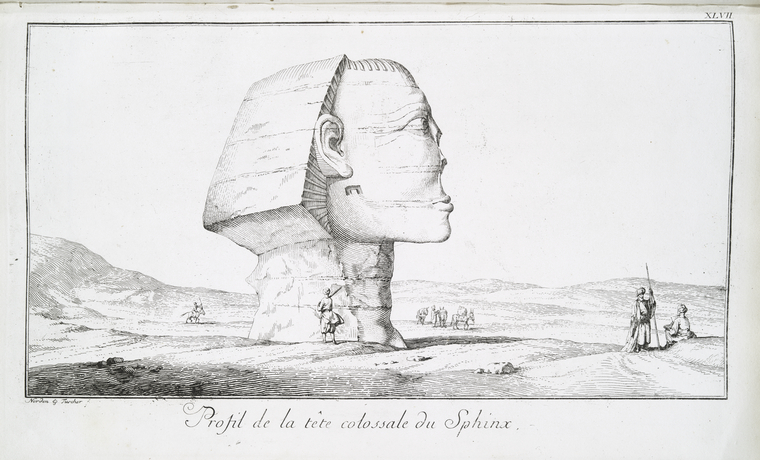
La Esfinge vista por Frederic Louis Norden antes de la época de Napoleón (bocetos realizados en 1737, publicados en 1755).

El historiador árabe Al-Maqrizi, que escribe en el siglo XV, atribuye la pérdida de la nariz a Muhammad Sa'im al-Dahr, un sufí musulmán de la khanqah de Sa'id al-Su'ada en 1378, que se encontró con que los campesinos locales hacían ofrendas a la Esfinge con la esperanza de aumentar sus cosechas y, por tanto, desfiguró la Esfinge en un acto de iconoclasia. Según al-Maqrīzī, muchas personas que vivían en la zona creían que el aumento de arena que cubrió la meseta de Guiza era una retribución por el acto de desfiguración de al-Dahr. Ibn Qadi Shuhba menciona su nombre como Muhammad ibn Sadiq ibn al-Muhammad al-Tibrizi al-Masri, que murió en 1384. Le atribuyó la profanación de las esfinges de Qanatir al-Siba construidas por el sultán Baybars, y también dijo que podría haber profanado la Gran Esfinge.
El examen de la cara de la Esfinge muestra que se clavaron largas varillas en la zona de la nariz, una desde el puente y otra debajo del orificio nasal, y luego se utilizaron para arrancar la nariz hacia el sur, lo que hizo que la nariz de un metro de ancho se haya perdido.
Mark Lehner, que realizó un estudio arqueológico, llegó a la conclusión de que fue arrancada intencionadamente con instrumentos en un momento desconocido entre los siglos III y X d. C.
Existen otros relatos populares sobre la destrucción de su nariz, que intentan dar una respuesta a dónde fue o qué pasó con ella. Al-Minufi afirmó que la Cruzada de Alejandría de 1365 fue un castigo divino por un jeque sufí de la khanqah de Sa'id que rompió la nariz. Otros relatos lo atribuyen a la obra de los mamelucos. Desde el siglo X, algunos autores árabes la atribuyen a ataques iconoclastas. Una de ellas la atribuye erróneamente a las balas de cañón disparadas por el ejército de Napoleón Bonaparte.

### Barba

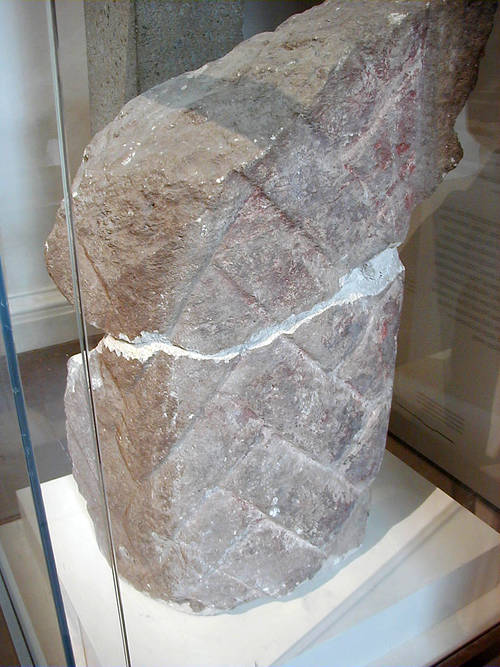
Fragmento de piedra caliza de la barba de la Esfinge en el British Museum, siglo XIV a.C.

Además de la nariz perdida, se le adjuntó una barba faraónica ceremonial, posteriormente a la construcción original, durante el Imperio Nuevo cuando el culto en la necrópolis fue reactivado y la figura despejada de arena. El egiptólogo Vassil Dobrev ha sugerido que si la barba hubiera sido una parte original de la Esfinge, habría dañado la barbilla de la estatua al caer. La falta de daños visibles apoya su teoría de que la barba fue un añadido posterior.
Los residuos de pigmento rojo son aun visibles en zonas de la cara de la Esfinge y también se han encontrado restos de pigmento amarillo y azul en el tocado de la Esfinge, lo que ha llevado a Mark Lehner a sugerir que el monumento "estuvo una vez engalanado con llamativos colores de cómic". Sin embargo, como en el caso de muchos monumentos antiguos, los pigmentos y los colores se han deteriorado desde entonces, dando lugar al aspecto amarillo/beige uniforme que tiene en la actualidad.

### Agujeros y túneles

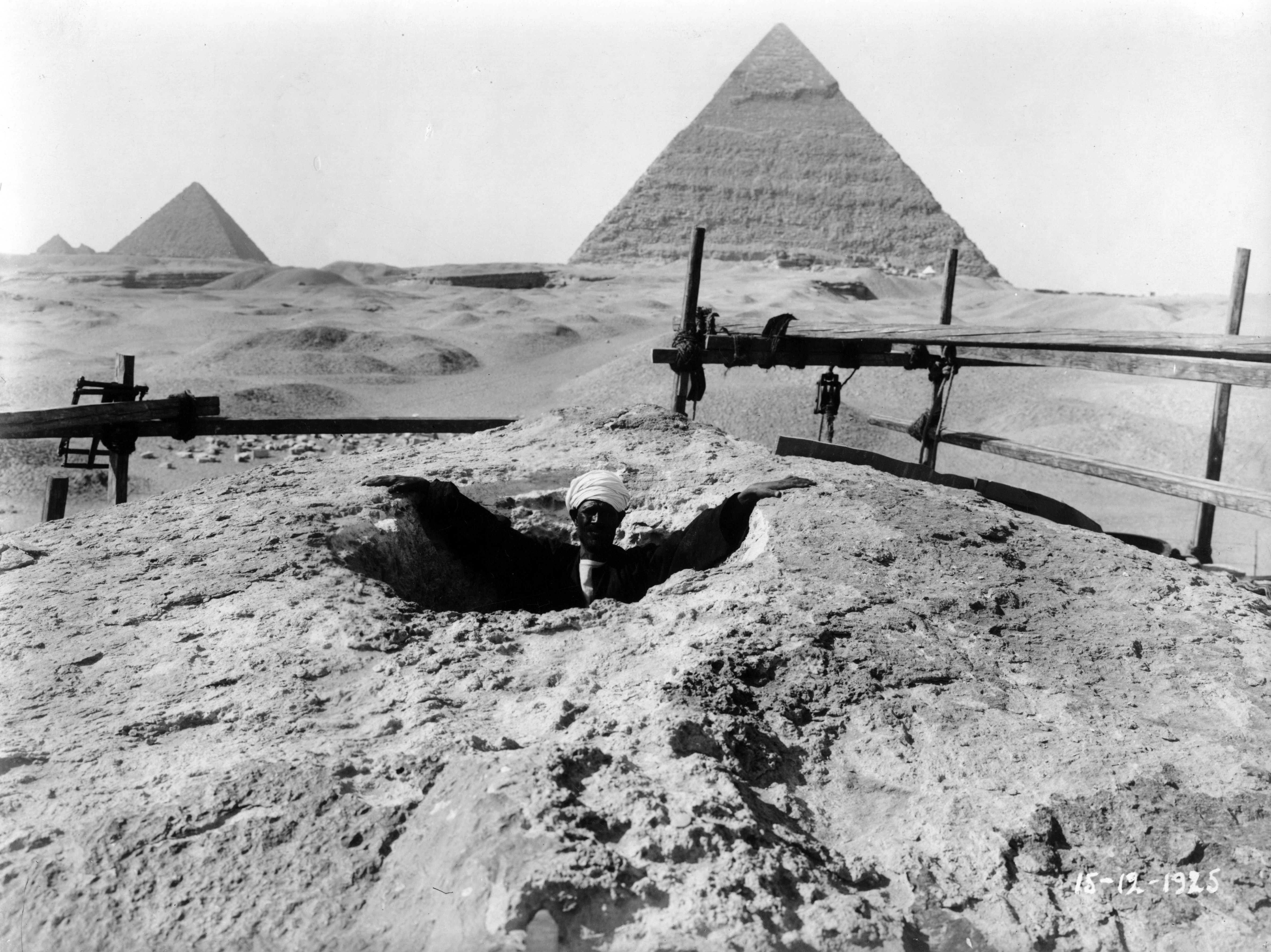
Hombre de pie dentro del agujero en la parte superior de la cabeza de la Esfinge (1925).

#### Agujero en la cabeza de la Esfinge
Johann Helffrich visitó la Esfinge durante sus viajes en 1565-66. Describe que un sacerdote entró (sic) en la cabeza de la Esfinge, y cuando habló fue como si la propia Esfinge hablara.
Muchas estelas del Imperio Nuevo representan a la Esfinge con una corona. Si de hecho existió, añadida al igual que la barba, el agujero podría haber sido el punto de anclaje de la misma.
Émile Baraize cerró el agujero con una escotilla metálica en 1926.

#### Agujero de Perring

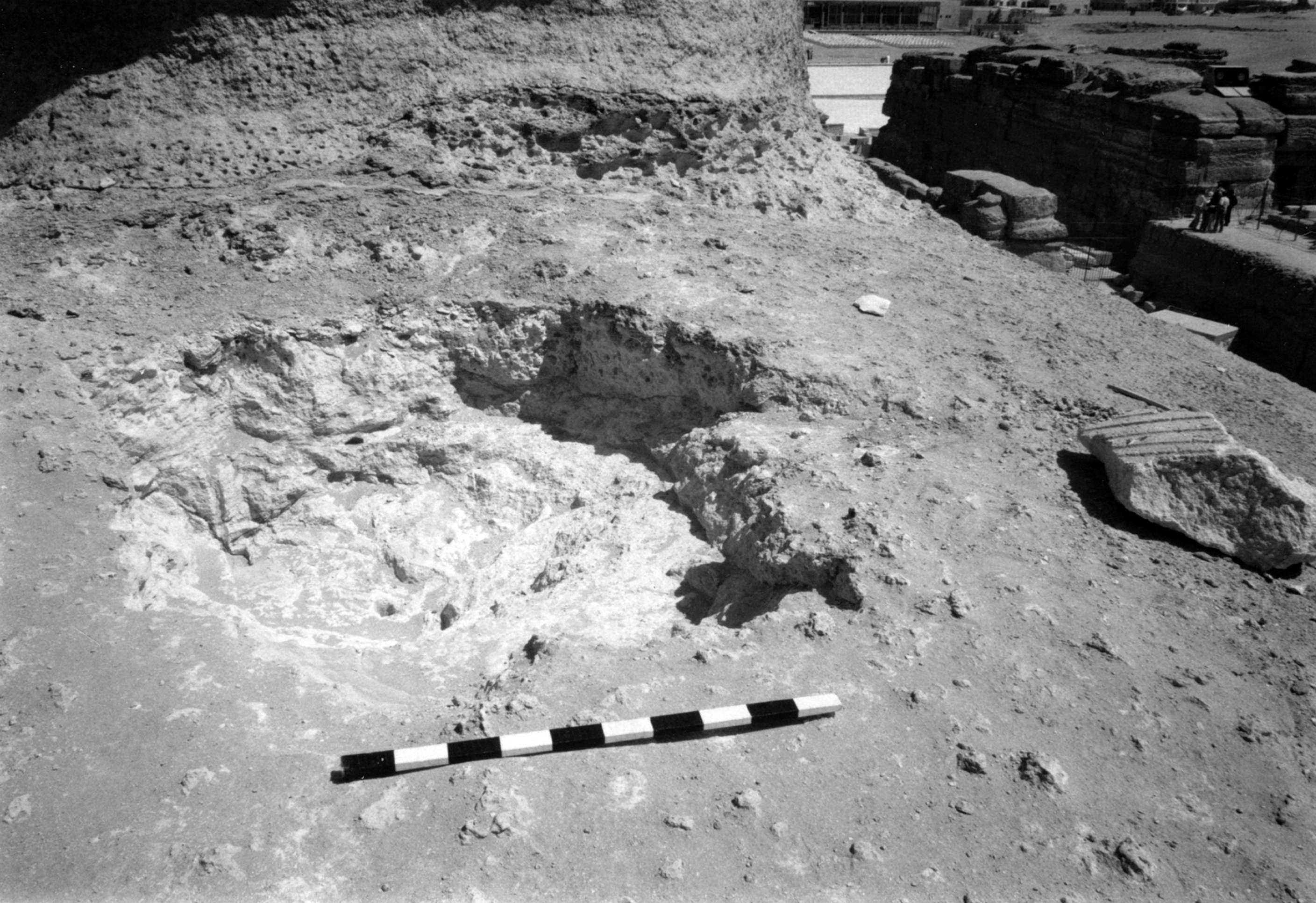
El Agujero de Perring detrás del cuello de la Esfinge; parte del tocado a la derecha.

Howard Vyse dirigió a Perring en 1837 para perforar un túnel en la parte posterior de la Esfinge, justo detrás de la cabeza. Las barras de perforación se atascaron a una profundidad de 8,2 m. Los intentos de voladura para liberar las barras causaron más daños. El agujero fue limpiado en 1978. Entre los escombros había un fragmento del tocado de nemes de la Esfinge.

#### Fisura mayor
Una importante fisura natural en la roca madre atraviesa la cintura de la Esfinge, excavada por primera vez por Auguste Mariette en 1853.
En la parte superior de la espalda mide hasta 2 m de ancho. Baraize, en 1926, selló los lados y la techó con barras de hierro, piedra caliza y cemento, e instaló una trampilla de hierro en la parte superior. Los lados de la fisura podrían haber sido escuadrados artificialmente, sin embargo el fondo es de roca madre irregular, a 1 m por encima del suelo exterior. Una grieta muy estrecha continúa a mayor profundidad.

#### Pasaje de la grupa
En 1926 la Esfinge fue limpiada de arena bajo la dirección de Baraize, lo que reveló una apertura a un túnel a nivel del suelo en el lado norte de la grupa. Posteriormente se cerró con un revestimiento de mampostería y casi se olvidó.
Más de cincuenta años después, la existencia del pasaje fue recordada por tres ancianos que habían trabajado durante el desmonte como portadores de cestas. Esto condujo al redescubrimiento y la excavación del pasaje de la grupa, en 1980.
El pasadizo consta de una parte superior y otra inferior, que forman un ángulo de aproximadamente 90 grados entre sí:
- La parte superior asciende hasta una altura de 4 m sobre la planta baja en dirección noroeste. Discurre entre el revestimiento de mampostería y el cuerpo central de la Esfinge y termina en un nicho de 1 m de ancho y 1,8 m de alto. El techo del nicho consiste en cemento moderno, que probablemente se derramó desde el relleno de la brecha entre la mampostería y el lecho de roca del núcleo, unos 3 m por encima.
- La parte inferior desciende abruptamente en el lecho de roca hacia el noreste, durante una distancia de aproximadamente 4 m y una profundidad de 5 m. Termina en una fosa sin salida al nivel de las aguas subterráneas. En la entrada tiene una anchura de 1,3 m, estrechándose hasta aproximadamente 1,07 m hacia el final. Entre los fragmentos de arena y piedra, se encontró un trozo de papel de aluminio y la base de una jarra de agua de cerámica moderna. El fondo obstruido contenía relleno moderno. Entre él, más papel de aluminio, cemento moderno y un par de zapatos.

Es posible que todo el pasaje se cortara de arriba abajo, empezando por la parte alta de la grupa, y que el actual punto de acceso a nivel del suelo se hiciera en una fecha posterior.
Vyse anotó en su diario (27 y 28 de febrero de 1837) que estaba "perforando" cerca de la cola, lo que le indica como creador del pasaje, ya que no se ha identificado ningún otro túnel en este lugar. Otra interpretación es que el pozo es de origen antiguo, quizás un túnel de exploración o un pozo de tumba inacabado.
|                                                                   |
| Rampa de la Esfinge, con la entrada del pasaje a nivel del suelo. |

|                                                           |
| Acercamiento del agujero de entrada del pozo de la grupa. |

|                                                                                             |
| Dentro del pasaje, mirando hacia arriba, viendo las piedras de entrada y el túnel superior. |

|                                         |
| Mirando hacia arriba el túnel superior. |

|                           |
| Techo del túnel superior. |

|                                              |
| Mirando la parte superior desde la cámara 1. |

|                                                                |
| Parte inferior del pasaje de la grupa, antes de la excavación. |

|                                          |
| Parte inferior después de la excavación. |

#### Nicho en el flanco norte
Una fotografía de 1925 muestra a un hombre de pie por debajo del nivel del suelo en un nicho del cuerpo central de la Esfinge. Fue cerrado durante las restauraciones de 1925-6.

#### Hueco bajo la caja de mampostería del sur
Otro agujero podría haber estado a nivel del suelo en la gran caja de mampostería del lado sur de la Esfinge.

#### Espacio detrás de la Estela del Sueño
El espacio detrás de la Estela del Sueño, entre las patas de la Esfinge, estaba cubierto por una viga de hierro y un techo de cemento, que contaba con una trampilla de hierro.

#### Pozo de la cerradura
En la cornisa del recinto de la Esfinge, se encuentra un pozo cuadrado frente a la pata trasera norte. Fue despejado durante la excavación en 1978 por Zahi Hawass y mide 1,42 por 1,06 m y unos 2 m de profundidad. Lehner interpreta que el pozo es una tumba inacabada y lo denominó "pozo del ojo de la cerradura", porque un recorte en el saliente sobre el pozo tiene la forma de la parte inferior de un ojo de la cerradura, al revés.

## Restauraciones
Se tiene constancia de restauraciones desde la dinastía XVIII, durante el Imperio Nuevo.
Los estratos calizos inferiores se descomponen fácilmente con la humedad del ambiente, pero la arena arrastrada por los vientos del desierto cubrió su cuerpo periódicamente, protegiéndola de la erosión durante siglos.
En 1920 ingenieros franceses repararon una enorme grieta en la parte posterior del cuerpo, sellaron un agujero en la parte superior de la cabeza y colocaron contrafuertes de hormigón alrededor del cuello por temor a que se desprendiera la cabeza.
Se llevaron a cabo más trabajos de restauración y consolidación del revestimiento desde el año 1925, con resultados poco satisfactorios por las técnicas y materiales empleados, con posteriores intervenciones en 1980 y 1992.
En el siglo XXI se prosiguió la restauración de los desperfectos originados por la erosión.
Durante un tiempo se dijo que su nariz había sido destruida por un cañonazo del ejército de Napoleón, pero se comprobó que esta historia era falsa tras encontrarse unos dibujos que un explorador hizo de la Esfinge antes de que Napoleón naciera, y en ellos ya aparece sin nariz. Aún se desconoce los motivos de su desaparición. Fragmentos de la barba se encuentran en el Museo Británico de Londres.

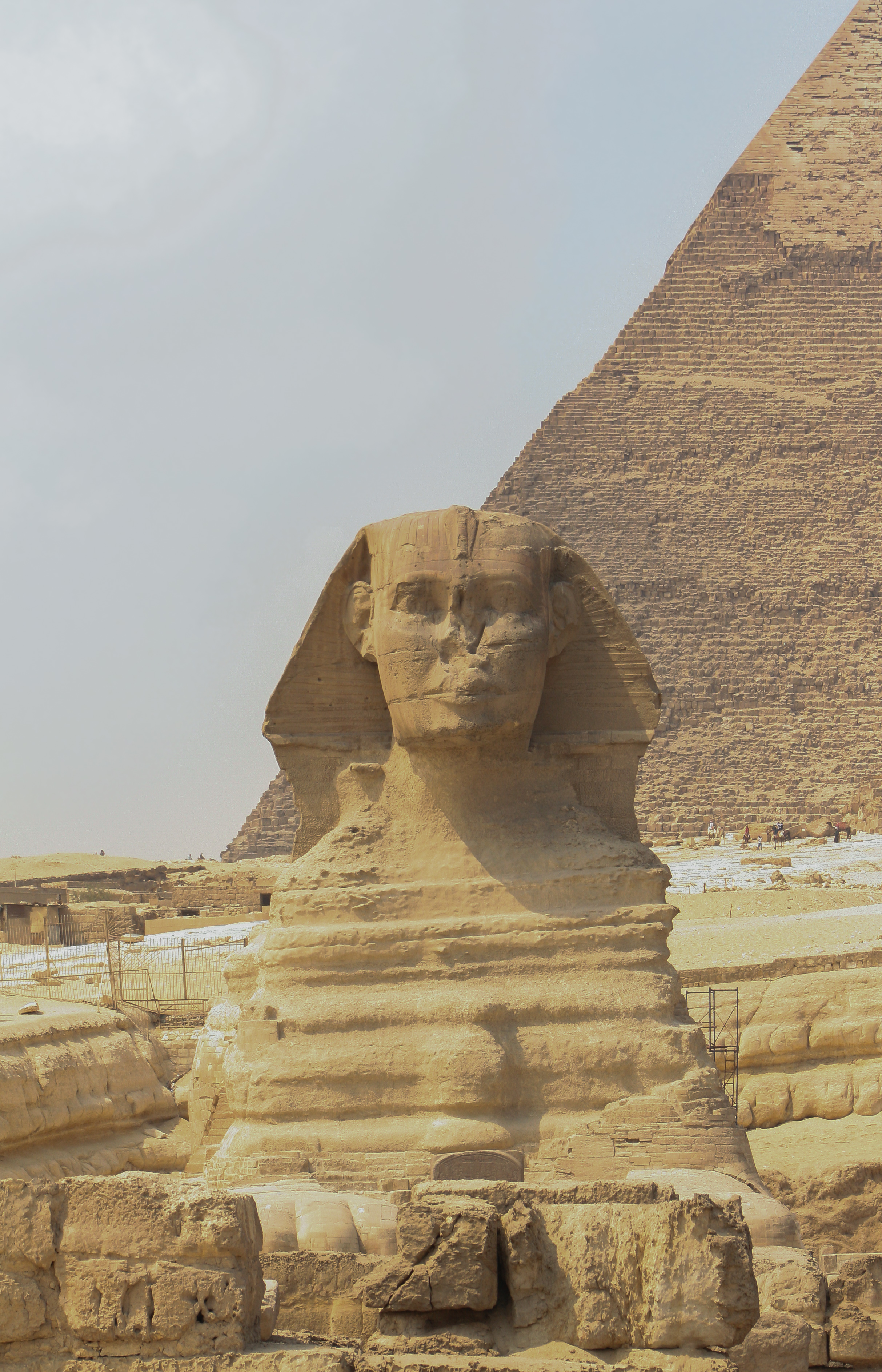
Plano frontal.
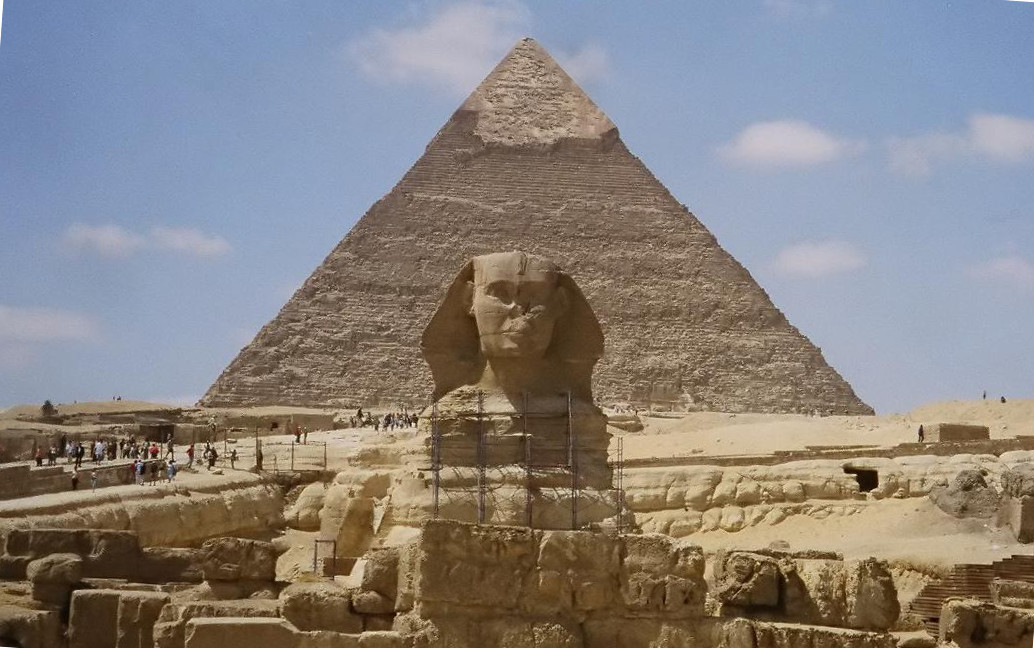
La Gran Esfinge, y restos de su templo. Detrás, la pirámide de Kefrén.
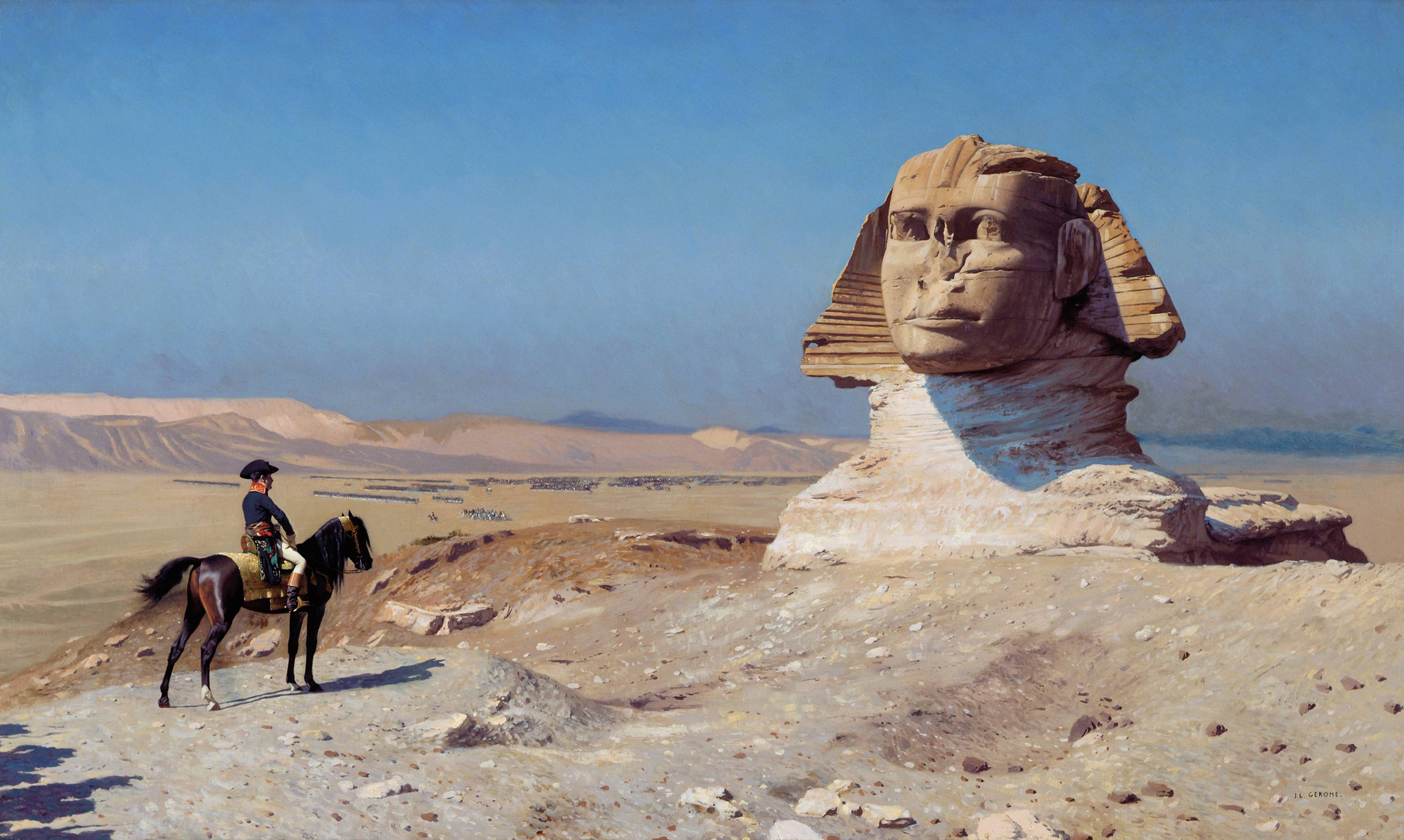
Napoleón contemplando la Gran Esfinge, semienterrada por las arenas del desierto. Óleo de Jean-Léon Gérôme (1867-1868).
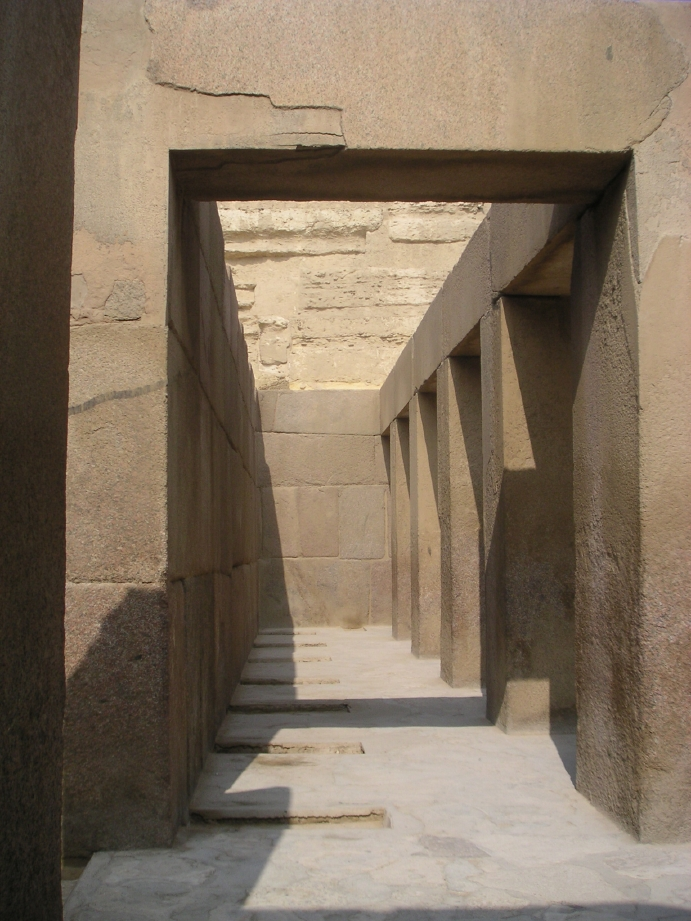
Interior del templo de Kefrén, con pilares de granito.
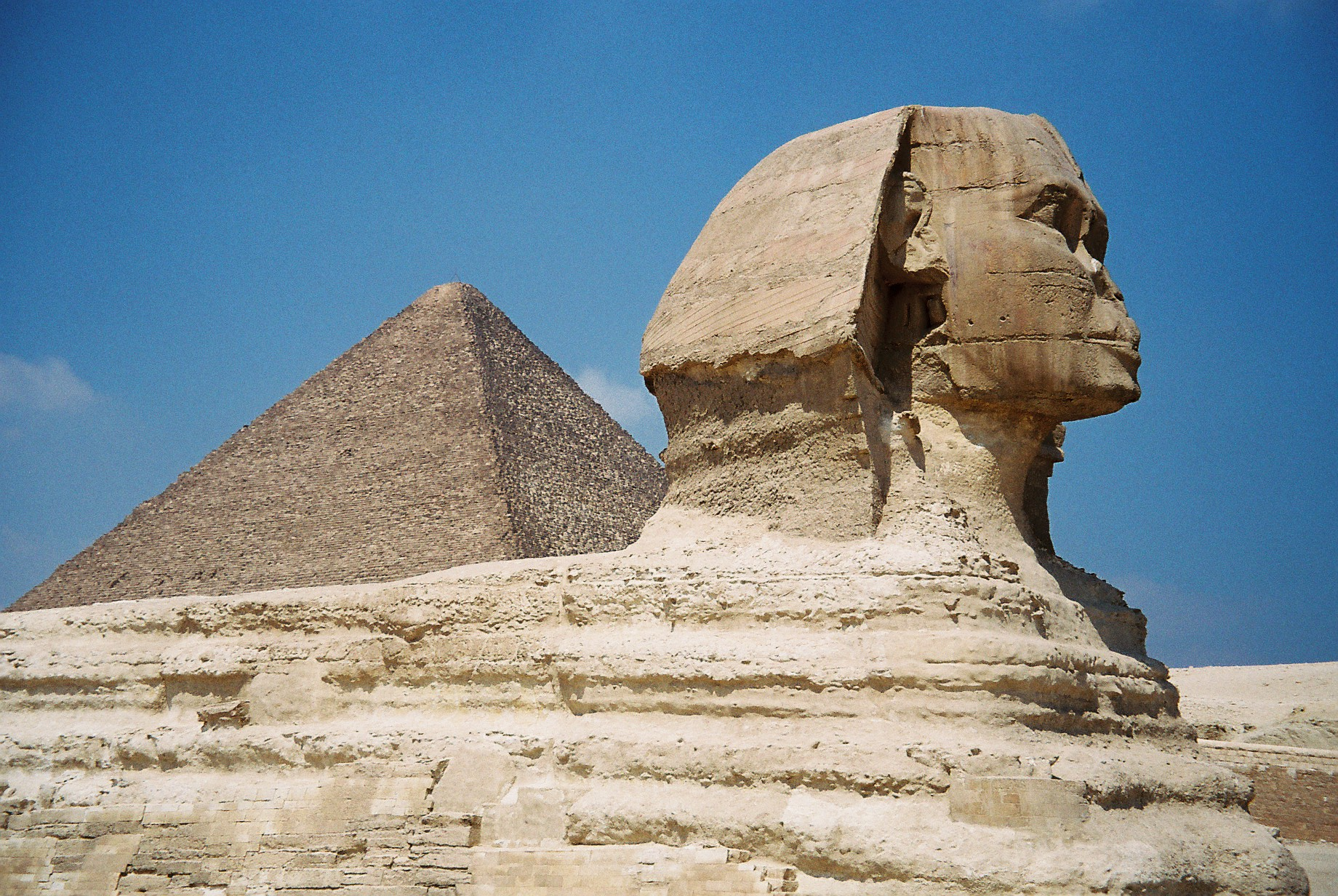
La Esfinge. Al fondo, la Gran Pirámide de Guiza.
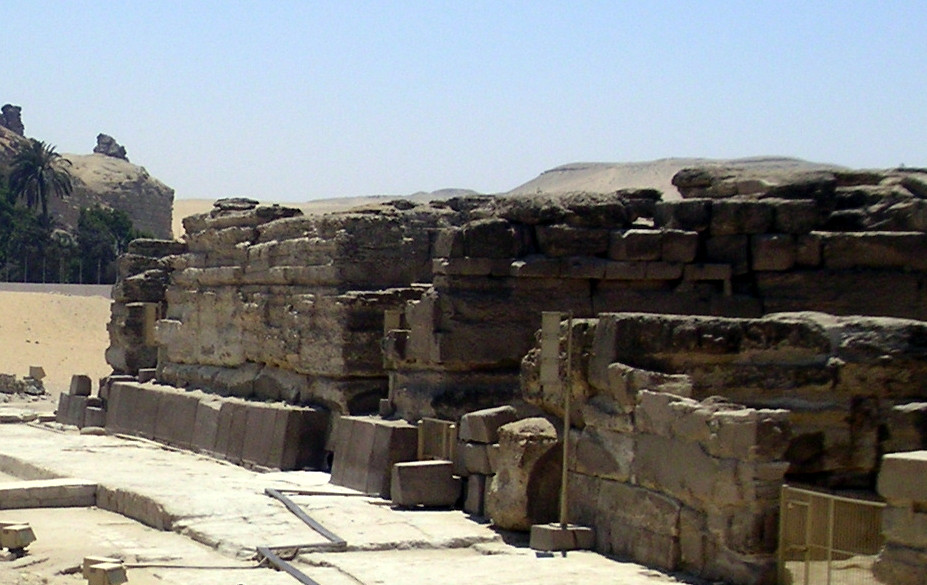
Antiguo templo funerario de Kefrén. Exterior.

## La Gran Esfinge y la pseudoegiptología
La Gran Esfinge, junto con la Gran Pirámide, han sido temas recurrentes de escritores visionarios desde el siglo XIX. Edgar Cayce, visionario estadounidense, difundió la teoría de una antigua civilización: los atlantes. Para Cayce y sus seguidores, la Gran Esfinge habría sido construida por los atlantes, y creen que bajo la estatua se encuentra la «Sala de los Archivos». Cayce pretendía haber vivido en la Atlántida hace 15 000 años, y tras su destrucción huyó con los Archivos de dicha civilización a Egipto, enterrándolos cerca de la Esfinge.
En 1957, Rhonda James y su hermana viajan a Egipto con el propósito de encontrar la «Sala de los Archivos», obtienen un permiso, y tras excavar dos metros y medio solo encuentran agua (el nivel freático). Mark Lehner, ferviente defensor de Cayce y de su teoría de los atlantes, también intentó encontrarla en 1973. Paulatinamente, fue abandonando dichas opiniones. Actualmente, Lehner está considerado la mayor autoridad mundial en la Esfinge y la necrópolis de Guiza. Mark Lehner y Zahi Hawass, exsecretario general del Consejo Superior de Antigüedades de Egipto, son los más destacados detractores de dichas creencias. La Fundación Edgar Cayce sigue patrocinando expediciones a Guiza, a escritores y documentales que apoyen sus creencias.
La erosión de la Esfinge

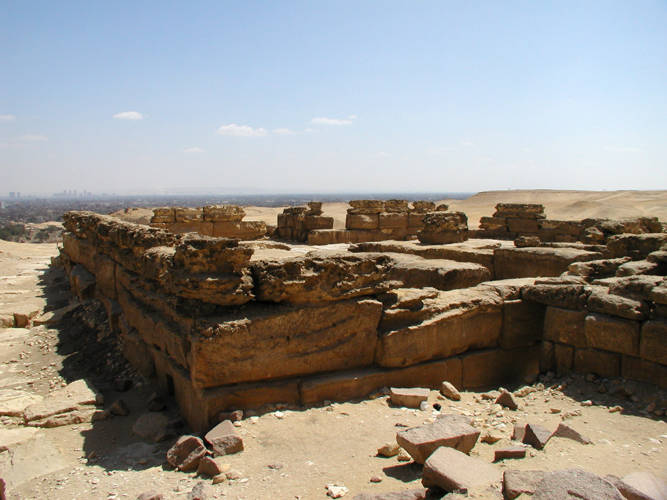
Templo funerario de Micerino, construido junto a su pirámide en Guiza, mostrando evidentes muestras de erosión en la piedra caliza debidas al viento arenoso y la lluvia.

René Adolphe Schwaller de Lubicz observó que la erosión de la Esfinge se podía deber a la acción del agua. John A. West escribe que también se observa en los templos funerarios de los faraones, y si dicha erosión no se debe al viento arenoso, que suele mostrarse asombrosamente similar, la Esfinge podría datarse miles de años atrás, cuando en Egipto había otro clima, indicando «15 000 años».
El geólogo Schoch, también apoya dicha idea y la estima entre 5 000 y 7 000 a. C. 
Pero parten de premisas erróneas, pues en la actualidad llueve en todo Egipto, con poca frecuencia, pero torrencialmente. El clima semidesértico actual se impuso en el país a fines del Imperio Antiguo de Egipto, hacia el año 2000 a. C. Los estudios geológicos de la erosión efectuados por J. Harrel, K. Gauri, y G. Vandecruys, en 2006, impugnaron la teoría de Schoch y concluyeron que la atribución de la Esfinge a la IV Dinastía es la interpretación más correcta.